# Grande Prêmio do Japão de 1996
Resultados do Grande Prêmio do Japão de Fórmula 1 realizado em Suzuka em 13 de outubro de 1996. Décima sexta e última etapa da temporada, nele o britânico Damon Hill, da Williams-Renault, conquistou sua oitava vitória no ano e assegurou o campeonato mundial depois que seu companheiro de equipe, Jacques Villeneuve, abandonou a corrida ao perder uma das rodas na 36ª volta apesar de ter largado na pole position. Para ser campeão o canadense precisava vencer e torcer para que Hill não pontuasse. Michael Schumacher terminou em segundo lugar, permitindo à Ferrari roubar o vice-campeonato de construtores da Benetton-Renault, enquanto Mika Häkkinen, da McLaren-Mercedes, ficou em terceiro na última prova do time de Woking sob o patrocínio da Marlboro.

## Resumo
Esmerado nos treinos que antecederam a definição do grid de largada, Jacques Villeneuve assegurou a primeira posição com quase meio segundo sobre Damon Hill garantindo assim a primeira fila para a Williams. Contudo a sorte do canadense mudou no domingo, pois com o "apagão" da McLaren de David Coulthard a direção de prova repetiu a volta de apresentação e ao apagar das luzes o bólido do canadense tracionou mal e caiu para o sexto lugar atrás de Hill, Berger, Häkkinen, Schumacher e Irvine, sendo que Jean Alesi saiu da pista e bateu logo nos primeiros metros e para aumentar o prejuízo da Benetton, a equipe teve que trocar o spoiler de Gerhard Berger, pois o austríaco foi prejudicado ao tentar ultrapassar Hill visto que o inglês jogou o carro sobre o rival impedindo sua ultrapassagem. Com pista livre á sua frente, o filho de Graham Hill abriu uma vantagem confortável sobre os rivais e manteve a liderança mesmo após a primeira leva de pit stops com Schumacher e Hakkinen entre ele e o herdeiro de Gilles Villeneuve.
Premido pelas circunstâncias, Jacques Villeneuve exauriu seu equipamento e voltou ao pit lane no mesmo instante que Michael Schumacher e Mika Häkkinen deixavam o respectivo local. Por demorar mais que os rivais, o canadense perdeu duas posições embora tenha recuperado uma quando Eddie Irvine fez sua parada. Alheio à movimentação dos adversários, Damon Hill permanecia inamovível na liderança, conservando a mesma até quando foi aos boxes para a troca de pneus e reabastecimento. Enquanto isso Villeneuve acelerou tudo o que podia e assinalou a volta mais rápida no trigésimo quarto giro antes de superar Gerhard Berger e ascender ao quarto lugar, mas por um capricho do destino o piloto da América do Norte perdeu uma das rodas na volta trinta e sete e foi lançado para fora da pista, garantindo a Damon Hill o ansiado título de campeão mundial de 1996.
Garantido o troféu principal, Hill controlou a vantagem sobre Schumacher e este permaneceu à frente de Häkkinen de modo a subirem juntos ao pódio nessa ordem. Duplamente vitorioso, Damon Hill despediu-se da Williams no lugar mais alto do pódio e entrou para a história como o primeiro campeão mundial filho de alguém já laureado na Fórmula 1, afinal seu pai, Graham Hill, conquistou os títulos de 1962 e 1968. O grupo de corredores a pontuar foi completado por Berger, Brundle (marcando os últimos pontos de sua carreira) e Frentzen.
Esta foi também a última corrida de Giovanni Lavaggi, Pedro Lamy e Martin Brundle.

## Classificação da prova

### Treinos oficiais
| Pos.                      | Nº | Piloto                | Equipe             | Tempo    | Diferença |
| ------------------------- | -- | --------------------- | ------------------ | -------- | --------- |
| 1                         | 6  | Jacques Villeneuve    | Williams-Renault   | 1:38.909 |           |
| 2                         | 5  | Damon Hill            | Williams-Renault   | 1:39.370 | + 0.461   |
| 3                         | 1  | Michael Schumacher    | Ferrari            | 1:40.071 | + 1.162   |
| 4                         | 4  | Gerhard Berger        | Benetton-Renault   | 1:40.364 | + 1.455   |
| 5                         | 7  | Mika Häkkinen         | McLaren-Mercedes   | 1:40.458 | + 1.549   |
| 6                         | 2  | Eddie Irvine          | Ferrari            | 1:41.005 | + 2.096   |
| 7                         | 15 | Heinz-Harald Frentzen | Sauber-Ford        | 1:41.277 | + 2.368   |
| 8                         | 8  | David Coulthard       | McLaren-Mercedes   | 1:41.384 | + 2.475   |
| 9                         | 3  | Jean Alesi            | Benetton-Renault   | 1:41.562 | + 2.653   |
| 10                        | 12 | Martin Brundle        | Jordan-Peugeot     | 1:41.600 | + 2.691   |
| 11                        | 11 | Rubens Barrichello    | Jordan-Peugeot     | 1:41.919 | + 3.010   |
| 12                        | 9  | Olivier Panis         | Ligier-Mugen/Honda | 1:42.206 | + 3.297   |
| 13                        | 14 | Johnny Herbert        | Sauber-Ford        | 1:42.658 | + 3.749   |
| 14                        | 18 | Ukyo Katayama         | Tyrrell-Yamaha     | 1:42.711 | + 3.802   |
| 15                        | 19 | Mika Salo             | Tyrrell-Yamaha     | 1:42.840 | + 3.931   |
| 16                        | 10 | Pedro Paulo Diniz     | Ligier-Mugen/Honda | 1:43.196 | + 4.287   |
| 17                        | 17 | Jos Verstappen        | Footwork-Hart      | 1:43.383 | + 4.474   |
| 18                        | 20 | Pedro Lamy            | Minardi-Ford       | 1:44.874 | + 5.965   |
| 19                        | 16 | Ricardo Rosset        | Footwork-Hart      | 1:45.412 | + 6.503   |
| Limite dos 107%: 1:45.833 |    |                       |                    |          |           |
| DNQ                       | 21 | Giovanni Lavaggi      | Minardi-Ford       | 1:46.795 | + 7.886   |
| Fonte:                    |    |                       |                    |          |           |

### Corrida
| Pos.   | Nº | Piloto                | Construtor         | Voltas | Tempo/Diferença | Grid | Pontos |
| ------ | -- | --------------------- | ------------------ | ------ | --------------- | ---- | ------ |
| 1      | 5  | Damon Hill            | Williams-Renault   | 52     | 1:32:33.791     | 2    | 10     |
| 2      | 1  | Michael Schumacher    | Ferrari            | 52     | + 1.883         | 3    | 6      |
| 3      | 7  | Mika Häkkinen         | McLaren-Mercedes   | 52     | + 3.212         | 5    | 4      |
| 4      | 4  | Gerhard Berger        | Benetton-Renault   | 52     | + 26.526        | 4    | 3      |
| 5      | 12 | Martin Brundle        | Jordan-Peugeot     | 52     | + 1:07.120      | 10   | 2      |
| 6      | 15 | Heinz-Harald Frentzen | Sauber-Ford        | 52     | + 1:21.186      | 7    | 1      |
| 7      | 9  | Olivier Panis         | Ligier-Mugen/Honda | 52     | + 1:24.510      | 12   |        |
| 8      | 8  | David Coulthard       | McLaren-Mercedes   | 52     | + 1:25.233      | 8    |        |
| 9      | 11 | Rubens Barrichello    | Jordan-Peugeot     | 52     | + 1:41.065      | 11   |        |
| 10     | 14 | Johnny Herbert        | Sauber-Ford        | 52     | + 1:41.799      | 13   |        |
| 11     | 17 | Jos Verstappen        | Footwork-Hart      | 51     | + 1 volta       | 17   |        |
| 12     | 20 | Pedro Lamy            | Minardi-Ford       | 50     | + 2 voltas      | 18   |        |
| 13     | 16 | Ricardo Rosset        | Footwork-Hart      | 50     | + 2 voltas      | 19   |        |
| Ret    | 2  | Eddie Irvine          | Ferrari            | 39     | Colisão         | 6    |        |
| Ret    | 18 | Ukyo Katayama         | Tyrrell-Yamaha     | 37     | Motor           | 14   |        |
| Ret    | 6  | Jacques Villeneuve    | Williams-Renault   | 36     | Roda            | 1    |        |
| Ret    | 19 | Mika Salo             | Tyrrell-Yamaha     | 20     | Motor           | 15   |        |
| Ret    | 10 | Pedro Paulo Diniz     | Ligier-Mugen/Honda | 13     | Spun off        | 16   |        |
| Ret    | 3  | Jean Alesi            | Benetton-Renault   | 0      | Acidente        | 9    |        |
| DNQ    | 21 | Giovanni Lavaggi      | Minardi-Ford       |        |                 |      |        |
| Fonte: |    |                       |                    |        |                 |      |        |

## Tabela do campeonato após a corrida
| Pos. | Piloto             | Pontos |
| ---- | ------------------ | ------ |
| 1    | Damon Hill         | 97     |
| 2    | Jacques Villeneuve | 78     |
| 3    | Michael Schumacher | 59     |
| 4    | Jean Alesi         | 47     |
| 5    | Mika Häkkinen      | 31     |

| Pos. | Construtor       | Pontos |
| ---- | ---------------- | ------ |
| 1    | Williams         | 175    |
| 2    | Ferrari          | 70     |
| 3    | Benetton-Renault | 68     |
| 4    | McLaren-Mercedes | 49     |
| 5    | Jordan-Peugeot   | 22     |

- Nota: Somente as primeiras cinco posições estão listadas e os campeões da temporada surgem grafados em negrito.